# Noble Compañía de Ballesteros Hijosdalgo de San Felipe y Santiago

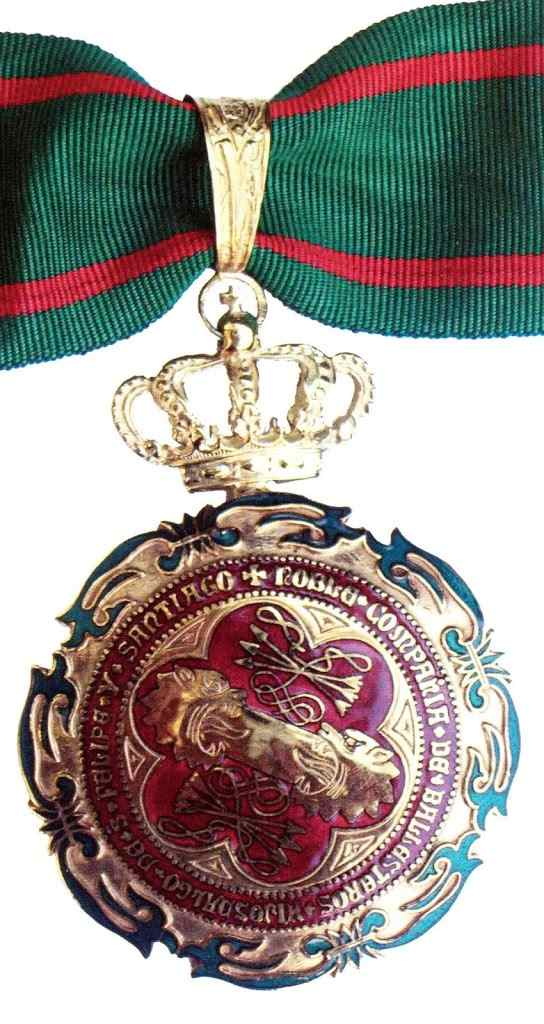
Condecoración de un caballero de la Noble Compañía

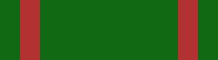
Cinta del servicio

Entre varias formas históricamente adoptadas por las corporaciones españoles nobiliarios -como cofradías, compañías y órdenes caballerescas- se encuentran la hermandad, como la Compañía Noble de Caballeros Ballesteros de San Felipe y Santiago (el Menor). La Compañía Noble fue fundada alrededor del año 1350 en la localidad de Alfaro, La Rioja, España. La membresía en la Compañía Noble siempre se ha considerado un "acto positivo de la nobleza", haciendo o confirmando a los Caballeros Ballesteros como hidalgos con "nobleza de sangre y armas".
La ballesta como arma militar y de caza ya era conocida por la Antigua Roma . Después de un período relativamente oscuro llegó a tener un lugar preeminente en el siglo XI en Europa una armería (de considerable importancia en la Guerra de los Cien Años) y para la caza de animales salvajes.

## Noble confraternidad y armas
Las fuentes medievales nos proporcionan los tipos de flechas que lanzaron estar armas, con diferentes usos y significados, incluso balas de piedra capaces de atravesar armaduras a una distancia mayor de 76 metros. Fue utilizado por caballeros e infantes a fines del siglo XII, especialmente en el sur de Europa. En tierra y mar, en asedios, acciones y batallas, sus víctimas no tienen número (nota: el asesinato del Rey Ricardo de la Casa de Plantagenet en 1199). A pesar de la presencia de un arma tan efectiva durante las campañas medievales, la Iglesia católica condenó su uso entre los cristianos en las guerras: ya en 1097-1099 el Papa Urbano II la había condenado, y el 1139 Concile en Laterano confirmó su prohibición.

## Reino de Navarra
En el Reino de Navarra las referencias documentales a los ballesteros son muy antiguas. En el verano de 1280, después de una disputa seria entre las ciudades de Alfaro y Corella (con respecto al reparto del agua del río Alhama), los residentes de Corella cosechaban sus campos temiendo a los Alfarianos y fueron protegidos por al menos treinta y cinco ballesteros. Se les pagó por servir treinta días la cantidad de 2.093 libras. Ese servicio fue muy apreciado y distinguido con exenciones de impuestos e incluso con privilegios nobiliarios. En 1362, Miguel Sánchez de Ursúa, señor de Ursúa, fue maestro de ballesteros. En 1355, el Infante Don Luis ordenó al gobernador de Estella que reparará las torres de los ballesteros de la ciudad, mencionadas en 1438. Hoy en día todavía hay varias compañías de ballesteros como de San Vicente de la Sonsierra, San Millán (Álava) y Peñacerrada (la de Ávalos duró hasta el siglo XIX y la de Marquínez (Álava) fue reconstruida como la hermandad del Sacro Sacramento de los Ballesteros Nobles.

## Reino de Castilla y León
En el Reino de Castilla y León, los primeras informaciones sobre los ballesteros provienen de los reinados de Alfonso VIII y Alfonso IX, creciendo durante el siglo XIII como corporación auxiliar, así como de regimientos de guardaespaldas militares (policías o justicia). Aunque desde los días del rey Don Sancho IV aparece el cargo de señor ballestero, fue durante los reinados de Don Alfonso XI y Don Pedro I cuando los ballesteros reales alcanzaron un rango importante en la corte, obteniendo los cargos de señor ballestero y señor mayor ballestero. Estos títulos se guardaron al menos hasta el final del siglo XV, donde se distinguen varias categorías; los ballesteros principales del señor, ballesteros del pie y ballesteros del caballo.

## Ballesteros Reales
Durante los siglos XIV y XV hay documentos que hacen referencia a los ballesteros del Rey que se extienden por pueblos y ciudades en un intento frustrado de establecer una Corporación Milicia y Policía territorial. Además, se presta especial atención a los regimientos de ballesteros de Madrid nombrando a los ciento cincuenta ballesteros de Sevilla, que alcanzaron grandes privilegios (encabezados por su teniente Juan de Monsalve). Este grupo tuvo una parte importante en la conquista de Canarias en 1480 y en la Campaña de Granada diez años después. Después de la Era Medieval, los cargos juramentaron a la Corona bajo la autoridad de un señor ballestero.
La Compañía Noble de Caballeros Ballesteros de San Felipe y Santiago fue fundada en el siglo XIV. Durante este período, la tierra era propiedad del Reino de Navarra y Alfaro era una fortaleza muy poderosa frente a Castilla. Alfaro fue atacado por las tropas del pretendiente Don Enrique de Trastamara en 1367, por el Infante Don Juan de Castilla en 1378, y más tarde en 1430 por Pedro Fernández de Velasco, mayordomo principal de Don Juan II de Castilla. Aunque en esas tres ocasiones el castillo permaneció, la ciudad fue quemada por los castellanos. Durante ese tiempo se mantuvo una compañía de nobles ballesteros cuyos privilegios fueron reconocidos y confirmados por los tribunales de Castilla.

## Protectores de la Cofradía
La Compañía Noble siempre ha disfrutado del Patronato y la Protección de la Corona española, y recibe su divina protección y guía de los Apóstoles, San Felipe y Santiago el Menor, cuya fiesta se celebra en mayo. La Compañía Noble estaba gobernada por un mayor, un administrador y un secretario; los dos primeros fueron elegidos anualmente durante el día de  San Juan el 10 de mayo. El mayor era la autoridad legal a cargo de todo en relación con honorarios, castigos y sanciones. En este asunto, fue comparado con un comandante ordinario en ese momento y era como un verdadero juez real. El administrador estaba a cargo de los servicios económicos y administrativos de la Compañía. Dirigió la organización de ceremonias y reuniones. También estuvo a cargo de la vigilancia de los campos comunales. Este trabajo fue de gran importancia. La secretaria, cargo secundario, solo administraba los libros y documentos de la Compañía Noble. Los ballesteros eran nobles y tenían que estar casados con damas de igual rango. Pertenecer a la Compañía Noble era una prueba de nobleza. Todos los caballeros estaban obligados a asistir en las ceremonias corporativas y municipales y más para proteger los campos comunales. 

## La Cofradía en elsigloXXI
Aunque la Noble Compañía ha tenido una existencia continua desde su inicio en el siglo XIV, según lo confirmado por varios registros gubernamentales, notariales y arquidiocesanos se registró oficialmente en el Gobierno de La Rioja en 1999; sus estatutos revisados y modernizados fueron aprobados en abril de 2004. Bajo el mando del Presidente Alcaide, Don Alfonso Ceballos-Escalera y Gila, Marqués de La Floresta, la Compañía Noble mantiene la tradición militar. Los Caballeros están obligados a adquirir la habilidad suficiente para manejar su arma en los encuentros o requeridos para orar. Hay dos clases de membresía: Ballestero de Plaza y Ballestero de Hermandad. El primero está reservado para los residentes de Rioja y sus alrededores, mientras que el segundo es para todos los demás. Entre los requisitos de admisión, constan que todos los miembros deben ser hombres católicos que: (a) tengan al menos veinte (20) años de edad, (b) sean armígeros (con sus armas debidamente registradas en España), (c) posean nobleza en la línea masculina, y (d) si están casados, sea la unión válida (según la Iglesia Católica). En virtud de su admisión, los miembros de la Compañía Noble reciben el honorífico  Don para ellos y sus descendientes masculinos (que heredarán y transmitirán las armaduras de los miembros). Las esposas y las descendientes femeninas de los miembros se conocen como Doña. 
En la actualidad los miembros de la Cofradía están presentes en España, el Reino Unido, los EE. UU., Alemania e Italia.

## Oficiales Mayores de la Cofradía
- Protector Real y Jefe Honorario:  SM Don Juan Carlos I de España
- Jefe: SAR el Príncipe Álvaro de Borbón Duque de Galliera
- Comandante: Alfonso Ceballos-Escalera y Gil, Marqués de La Floresta